# Cyron Melville
 Der er for få eller ingen kildehenvisninger i denne artikel, hvilket er et problem. Du kan hjælpe ved at angive troværdige kilder til de påstande, som fremføres i artiklen.

Cyron Bjørn Melville (født 1. juli 1984) er en dansk skuespiller og musiker. 

## Privat
Han er søn af to skuespillere. Hans forældre er den skotske komiker Johnny Melville og Elizabeth Bjørn Nielsen.
Han er opvokset på Djursland og gik på Norddjurs Friskole i Grenå.
Melville taler dansk, engelsk, svensk og tysk.

## Karriere
Melville var medlem af reggae-bandet BliGlad som trommeslager omkring midten af 2000'erne, og han nåede at medvirke på deres debutalbum Kærlighed til folket (2007).
Han fik sit egentlige gennembrud i rollen som Balder, Odins elskede søn, i tv-julekalenderen Jul i Valhal (2006) efter at have medvirket i en anden julekalender og flere film. Han var trommeslager i fire år bl.a. for Aura. Han var også med i musikvideoen til nummeret "Berlin" med og af Nordstrøm og har lavet et par reklamer for netsikker.dk.
I 2008 blev han nomineret til en Bodil for sin birolle i Natacha Arthys Fighter, men fik ikke prisen.
Han blev kåret til Shooting Star ved Filmfestivalen i Berlin 2009 og årets bedste mandlige skuespiller ved Montreal World Film Festival i Canada 2009 for sin rolle (Daniel) i Vanvittig Forelsket. I 2010 blev han nomineret til en Bodil for sin hovedrolle i filmen Vanvittig Forelsket, men fik ikke prisen.
I 2012 var Cyron Melville med i Shaka Loveless' musikvideo "Tomgang". Samme år medvirkede han i Aura Diones musikvideo til "In Love With The World" og spillede Farnese i fem afsnit af den Golden Globe-nominerede tv-serie The Borgias.
25. september 2013 var han gæst i P1s "Hjemme Hos". Her fortalte han om sin rolle i Lars von Triers Nymphomaniac.

## Filmografi

### Film
| År   | Titel                             | Rolle                    | Note |
| ---- | --------------------------------- | ------------------------ | ---- |
| 1995 | Menneskedyret                     | Frederik Steppe Andersen |      |
| 2000 | No Man's Land                     | Christian Buck           |      |
| 2003 | 2 ryk og en aflevering            | Bo                       |      |
| 2005 | Fucking 14                        | Carsten                  |      |
| 2006 | Råzone                            | Nikolaj                  |      |
| 2006 | Supervoksen                       | Adam                     |      |
| 2006 | Koma                              | Steen                    |      |
| 2006 | Første person ental               | Emil                     |      |
| 2007 | Fighter                           | Emil Andersen            |      |
| 2009 | Vølvens forbandelse               | Kong Valdemar            |      |
| 2009 | Vanvittig forelsket               | Daniel                   |      |
| 2010 | Planet 51                         |                          |      |
| 2010 | Grusomme mig                      |                          |      |
| 2011 | Peaceforce                        | Daniel                   |      |
| 2011 | Tintin: Enhjørningens hemmelighed | Tintin                   |      |
| 2012 | En kongelig affære                | Enevold Brandt           |      |
| 2012 | You & me forever                  | Mads                     |      |
| 2013 | Nymphomaniac                      | A                        |      |
| 2014 | Lev Stærkt                        | Nikolaj                  |      |
| 2015 | Sommeren '92                      | Brian Laudrup            |      |
| 2020 | De forbandede år                  | Svend                    |      |

### Tv-serier
| År   | Titel               | Rolle             | Note             |
| ---- | ------------------- | ----------------- | ---------------- |
| 1995 | Hallo det er jul    | Mads Jokumsen     | Julekalender     |
| 2005 | Jul i Valhal        | Balder            | Julekalender     |
| 2007 | Forbrydelsen        | Oliver Schandorff | Afsnit 2-6       |
| 2008 | Sommer              | Eik               | Afsnit 12, 14-16 |
| 2013 | The Borgias         | Cardinal Farnese  |                  |
| 2013 | Det Sidste Menneske | Joachim Degner    |                  |

## Diskografi
- 2007 – BliGlad: Kærlighed til folket